# 동인당

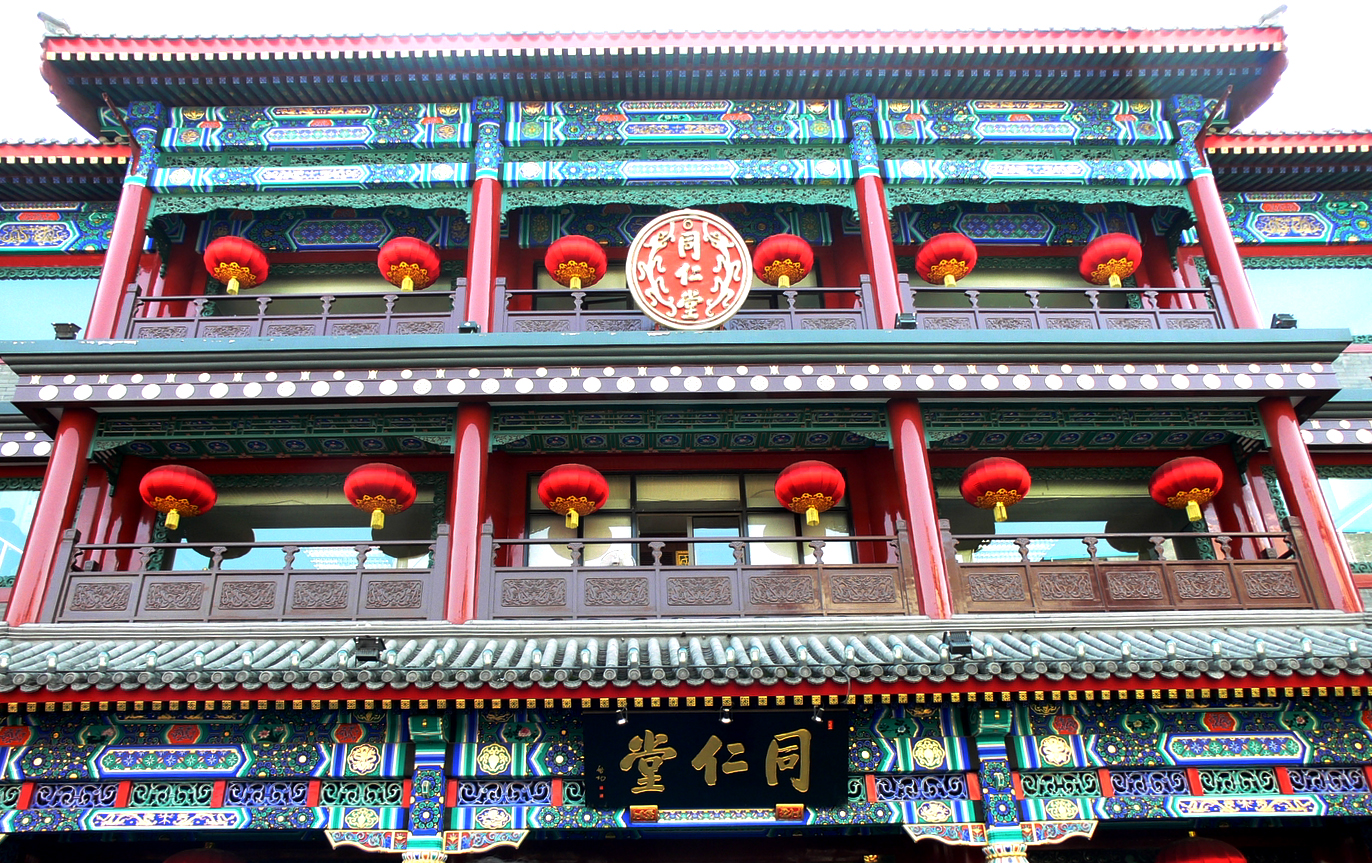

동인당(同仁堂)은 중화인민공화국 베이징 시에 위치한 한약방이다. 강희제 때인 1669년 창립되었다. 오늘날 중국 한약방의 메카로 정착하고 있다. 중국 문물 중점 보호 단위이기도 하다.